# La Pobla de Farnals
La Pobla de Farnals (em valenciano e oficialmente) ou Puebla de Farnals (em castelhano) é um município da Espanha na província de Valência, Comunidade Valenciana. Tem 3,6 km² de área e em 2021 tinha 8 205 habitantes (densidade: 2 279,2 hab./km²).

## Demografia
| Variação demográfica do município entre 1991 e 2004 | Variação demográfica do município entre 1991 e 2004 | Variação demográfica do município entre 1991 e 2004 | Variação demográfica do município entre 1991 e 2004 |
| --------------------------------------------------- | --------------------------------------------------- | --------------------------------------------------- | --------------------------------------------------- |
| 1991                                                | 1996                                                | 2001                                                | 2004                                                |
| 4507                                                | 4960                                                | 5287                                                | 6172                                                |